# Alyona
Alyona, död 1670, var en mordvinsk ataman. Hon var en av upprorsledarna under Stenka Razins uppror i Ryssland 1670-71. Hon var ursprungligen nunna. Hon fungerade som befälhavare i strid. Hon avrättades genom bränning på bål.  
Hon var född i en bondby i Vyezdnoye utanför Arzamas och blev nunna efter ett kortvarigt äktenskap med en bonde. Som nunna lärde hon sig att läsa och använda folkmedicin. Under Stenka Razins uppror 1669 lämnade hon klostret, ledde en grupp på 300-400 personer med sig för att delta i upproret och följde honom till Temnikova i Mordvinien. 1670 erövrade hon som ledare för sin grupp upproriska staden Temnikova: runt 2000 upproriska behärskade staden under hennes styre, som varade i två månader. 30 november 1670 återerövrades staden av tsarens trupper. 4 december tillfångatogs Alyona själv av befälhavare Yu A. Dolgorukov. Enligt en skildring från 1677 ska Alyona ha sökt skydd i en kyrka, där hon sköt sju eller åtta män innan hon fick slut på pilar: hon omfamnade då kyrkans altare, där hon tillfångatogs. Alyona beskrivs som en amason med ett ovanligt mod, överlägset de flesta mäns, och även med en stor fysisk styrka. Alyona dömdes för häxeri och kätteri till att brännas på bål. Avrättningen utfördes genom att ett ihåligt bål format som en stuga utfördes, där hon skulle stängas in och sedan brännas inne. Hon ska tyst ha klättrat in i bålet, korsat sig och utfört några religiösa riter, och därefter ha hoppat ned, dragit igen locket och därefter ha brunnit inne utan att ge ett ljud ifrån sig. 